# Chotětín
Chotětín je malá vesnice a chatová osada, část města Zbiroh v okrese Rokycany v Plzeňském kraji. Leží tři kilometry západně od Zbirohu. Osadou protéká potok Koželužka.
Poblíž Chotětína se nachází zaniklá tvrz Rovný a osada Rovensko.

## Historie
První písemná zmínka o vesnici pochází z roku 1283.

## Obyvatelstvo
| Rok            | 1869 | 1880 | 1890 | 1900 | 1910 | 1921 | 1930 | 1950 | 1961 | 1970 | 1980 | 1991 | 2001 | 2011 | 2021 |
| -------------- | ---- | ---- | ---- | ---- | ---- | ---- | ---- | ---- | ---- | ---- | ---- | ---- | ---- | ---- | ---- |
| Počet obyvatel | 109  | 117  | 131  | 97   | 83   | 85   | 78   | 55   | 49   | 32   | 20   | 13   | 6    | 13   | 15   |
| Počet domů     | 22   | 17   | 17   | 19   | 17   | 17   | 17   | 14   | 12   | 12   | 11   | 15   | 17   | 16   | 16   |

## Obecní správa
Při sčítání lidu v letech 1869–1980 Chotětín byl osadou obce Drahoňův Újezd, se kterým patřil nejprve do okresu Hořovice, ale v letech 1900–1980 v okrese Rokycany. Od 1. dubna 1980 je částí města Zbiroh v okrese Rokycany. Poté se Drahoňův Újezd opět osamostatnil, ale Chotětín již zůstal součástí Zbiroha.

## Galerie

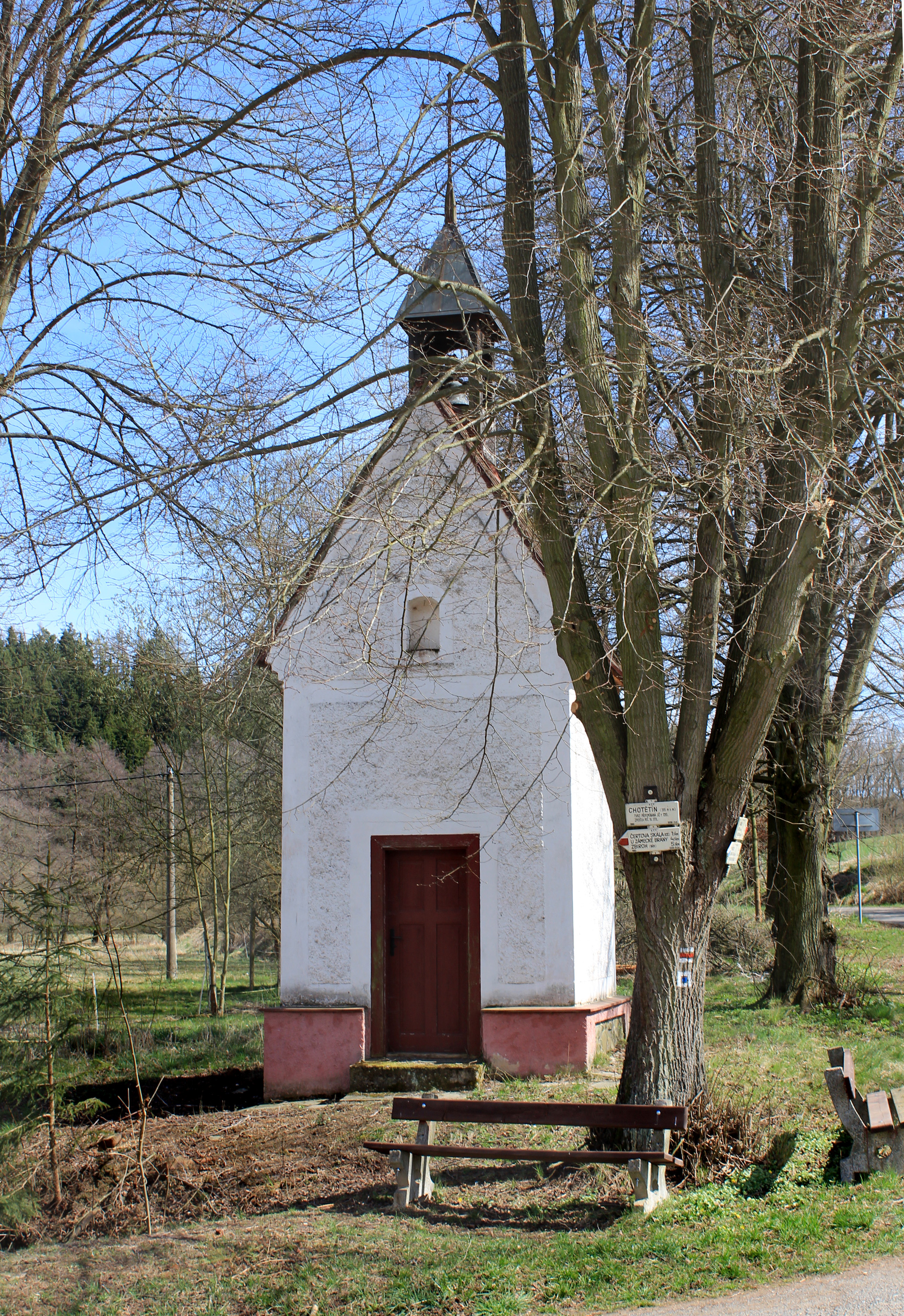
Zvonička na návsi
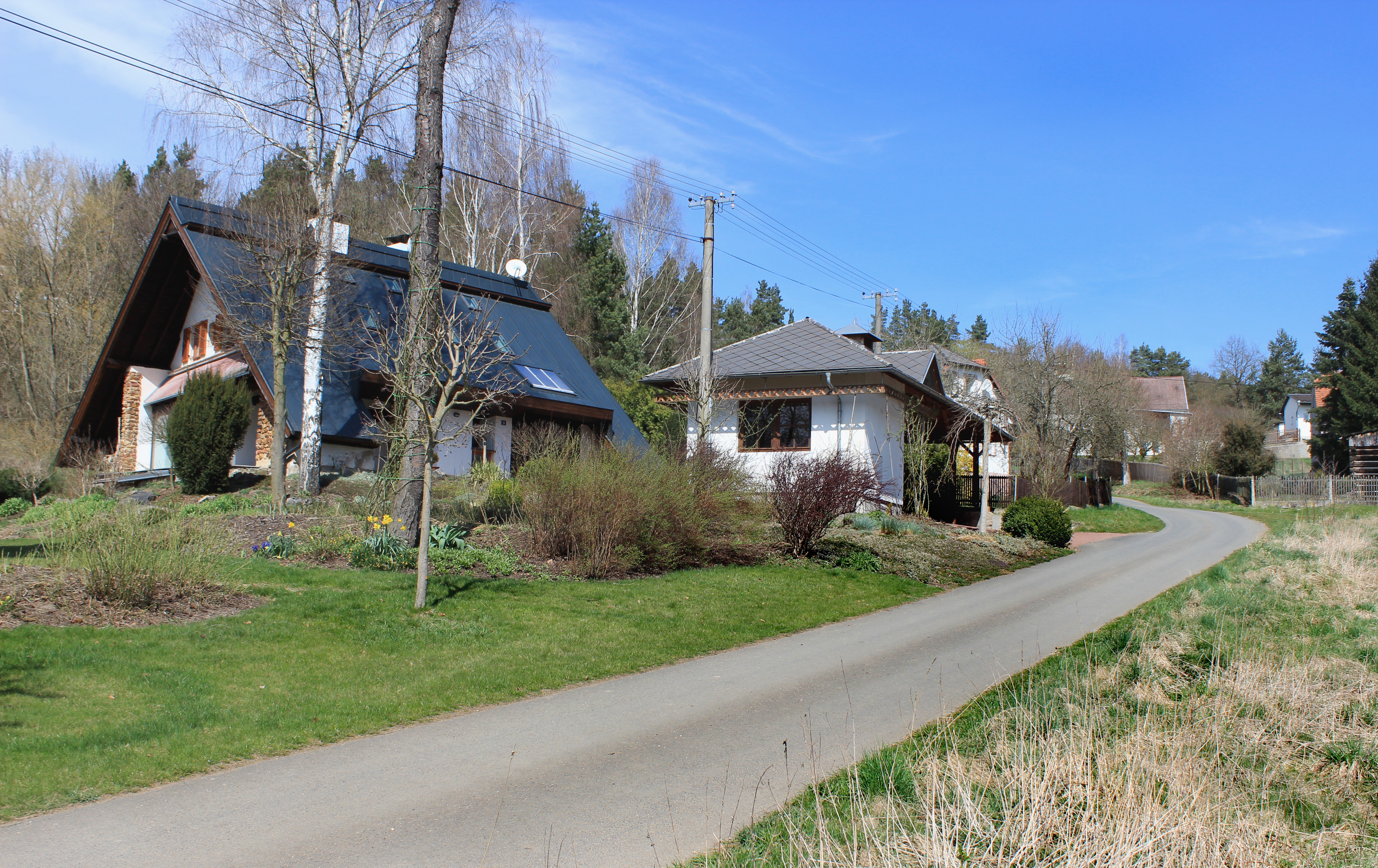
Východní část vesnice
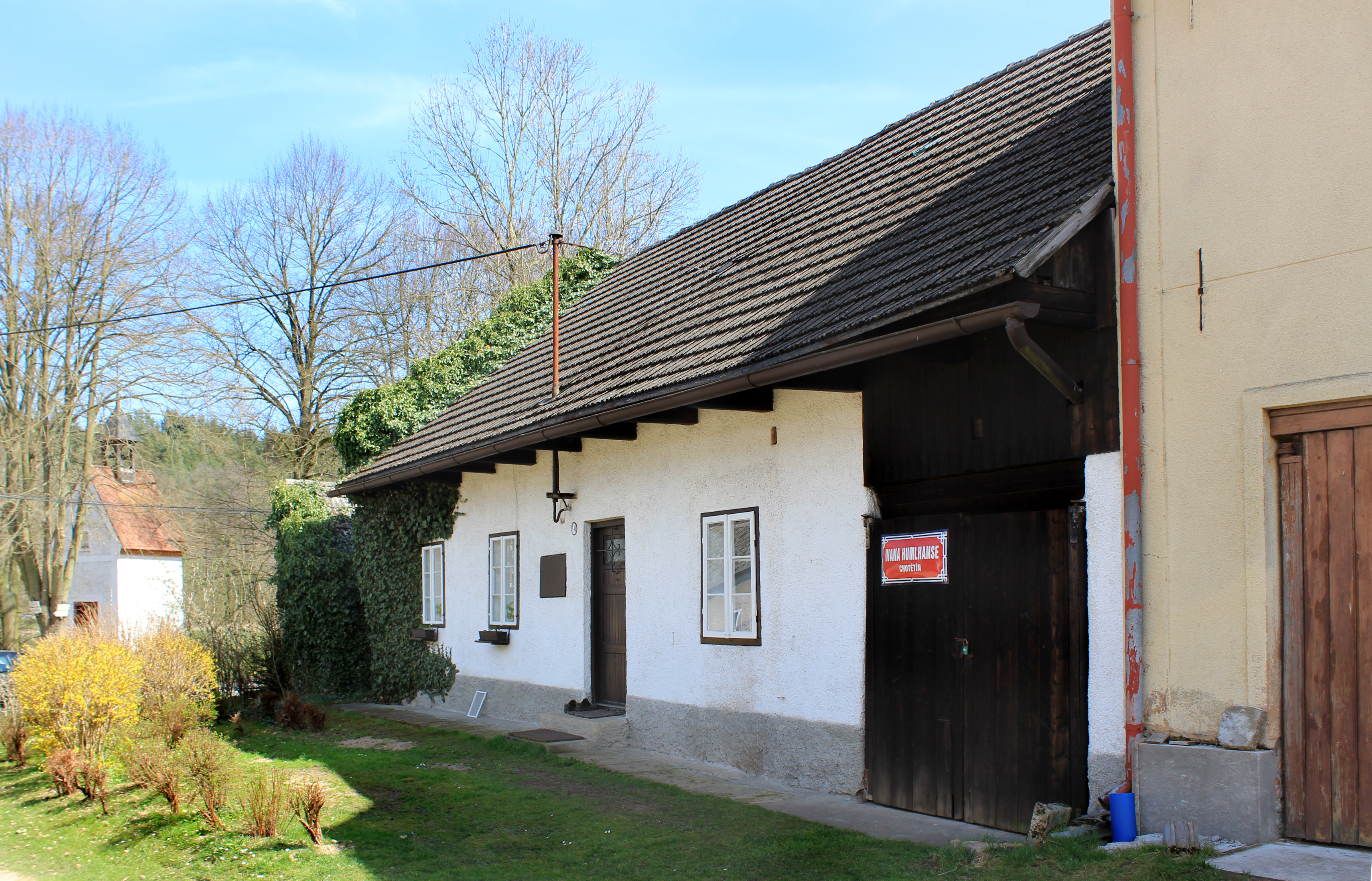
Dům čp. 14 se „soukromou ulicí“
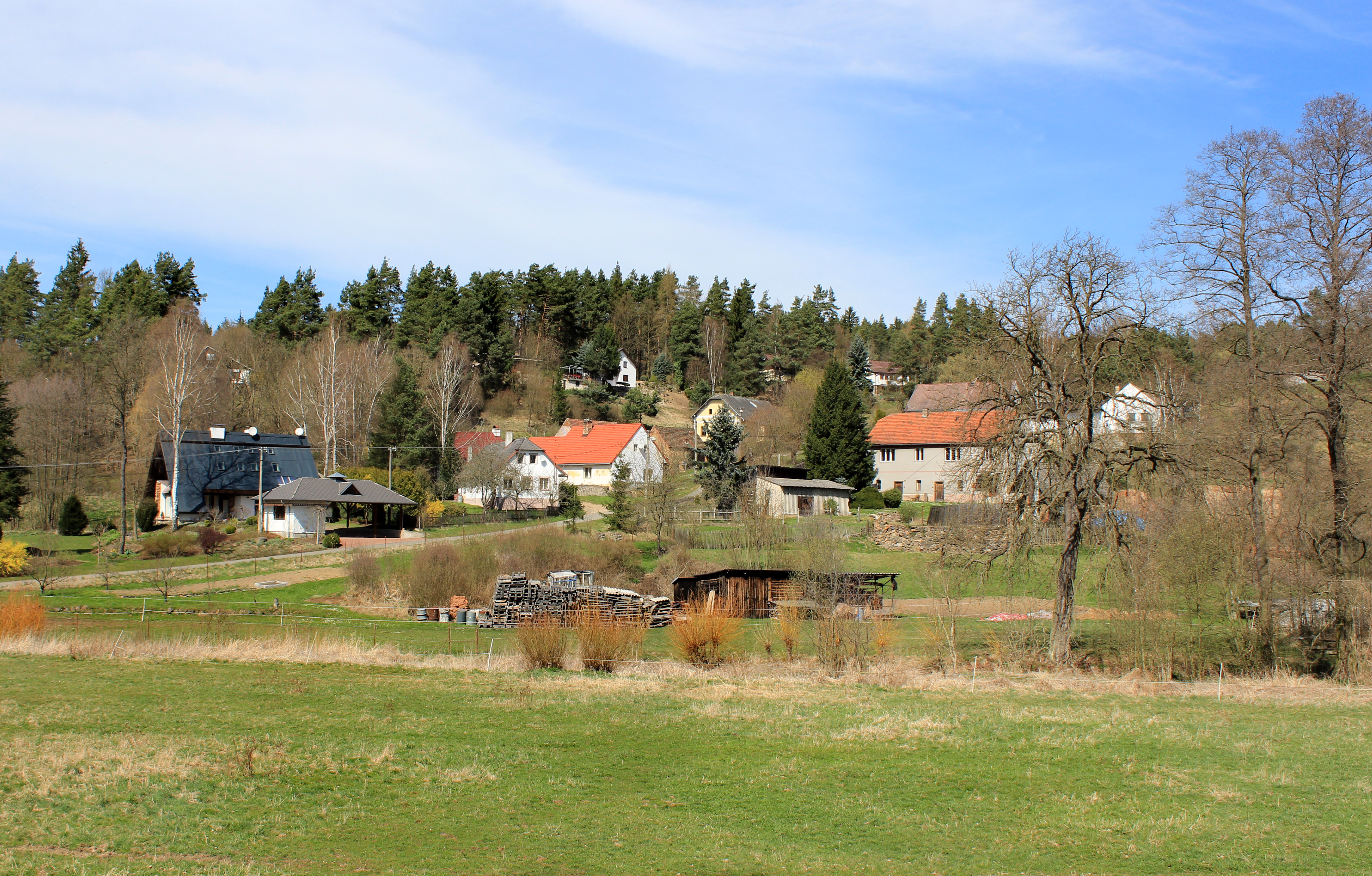